# Orchestra Filarmonica di Mosca
L'orchestra filarmonica di Mosca è l'orchestra sinfonica più importante della capitale russa. Fondata nel 1951 da Samuil Samosud, e per quindici anni, dal 1960 al 1975, è stata diretta da Kirill Kondrašin con cui ha eseguito le prime assolute della quarta e della tredicesima sinfonia di Šostakovič.
Il nome ufficiale è Akademičeskij simfoničeskij orkestr Moskovskoj filarmonii (in russo Академический симфонический оркестр Московской филармонии?) ovvero "Orchestra accademica sinfonica della filarmonica di Mosca".

## Direttori
- Jurij Ivanovič Simonov (1998–)
- Mark Fridrichovič Ėrmler (1996–1998)
- Vasilij Serafimovič Sinajskij (1991–1996)
- Dmitrij Grigor'evič Kitaenko (1976–1990)
- Kirill Petrovič Kondrašin (1960–1975)
- Natan Grigor'evič Rachlin (1957–1960)
- Samuil Abramovič Samosud (1951–1957)